# كوينتن لوري
كوينتن لوري (بالإنجليزية: Quentin Lowry)‏ هو لاعب كرة قدم أمريكية أمريكي، ولد في 11 نوفمبر 1955 في كليفلاند في الولايات المتحدة.

## وصلات خارجية
- كوينتن لوري على موقع مرجع كرة القدم المحترفة.كوم (الإنجليزية)